# Radical 56
El radical 56, representado por el carácter Han 弋, es uno de los 214 radicales del diccionario de Kangxi. En mandarín estándar es llamado　弋部　(yì bù, «radical “disparar”»), en japonés es llamado 弋部, よくぶ　(yokubu), y en coreano 익 (ik). En los textos occidentales es llamado «radical “flecha”», además de «radical “disparar”». Nótese que existe otro radical conocido como «flecha»: el radical 111 (矢).
El radical «disparar» aparece casi siempre rodeando la parte superior y el lado derecho de los caracteres que están clasificados bajo este. Por ejemplo, en 弍.

## Nombres populares
- Mandarín estándar: 弋, yì, «disparar».
- Coreano: 주살익부, jusal ik bu «Radical ik-disparar envolviendo».
- Japonés:　式構え　（しきがまえ）, shikigamae, «parte envolvente de “ceremonia” (式)».[1]
- En occidente: radical «dos manos», radical «veinte».

## Galería
| Estilos antiguos                                 | Estilos antiguos                  | Estilos antiguos                        | Estilos antiguos                   | Estilos antiguos                   | Estilos empleados actualmente       | Estilos empleados actualmente  | Estilos empleados actualmente    | Estilos empleados actualmente   | Estilos empleados actualmente  |
|                                                  |                                   |                                         |                                    |                                    |                                     | 弋                             | 弋                               |                                 |                                |
| 甲骨文 jiǎgǔwén (escritura de huesos oraculares) | 金文 jīnwén (escritura de bronce) | 简帛 jiǎnbó (escritura de bambú y seda) | 篆文 zhuànwén (escritura de sello) | 篆文 zhuànwén (escritura de sello) | 隸書 lìshū (estilo de los escribas) | 楷書 kǎishū (estilo regular)   | 楷書 kǎishū (estilo regular)     | 行書 xǐngshū (estilo corriente) | 草書 cǎoshū (estilo de hierba) |
| 甲骨文 jiǎgǔwén (escritura de huesos oraculares) | 金文 jīnwén (escritura de bronce) | 简帛 jiǎnbó (escritura de bambú y seda) | 大篆 dàzhuàn (sello grande)        | 小篆 xiǎozhuàn (sello pequeño)     | 隸書 lìshū (estilo de los escribas) | 繁體／繁体 fántǐ (tradicional) | 简体／簡體 jiǎntǐ (simplificado) | 行書 xǐngshū (estilo corriente) | 草書 cǎoshū (estilo de hierba) |

## Caracteres con el radical 56

| trazos | carácter |
| ------ | -------- |
| + 0    | 弋       |
| + 1    | 弌       |
| + 2    | 弍       |
| + 3    | 弎 式 弐 |
| + 9    | 弑       |
| + 10   | 弒       |